# Homeira Qaderi
Homeira Qaderi (en pastún: حمیرا قادری‎, en persa: حمیرا قادری‎ Kabul Afganistán 1980) es una escritora, educadora y activista  afgana.

## Biografía
Qaderi nació en Kabul, durante la Ocupación soviética de Afganistán, su madre era artista y su padre profesor de secundaria. Pasó sus primeros años refugiándose de los soviéticos y luego de la guerra civil que se inició tras la retirada soviética. Cuando los talibanes conquistaron Herat, se le prohibió asistir a la escuela y fue obligada a encerrarse en su casa. Cuando era adolescente, encontró numerosas formas de contravenir los edictos de los talibanes contra niñas y mujeres y se convirtió en una destacada defensora de los derechos de las mujeres afganas y el estado de derecho, recibiendo del presidente de Afganistán, Ashraf Ghani, la Medalla Malalai por su valentía excepcional.
A la edad de 13 años, después de que los talibanes tomara el control del país y se cerraran las escuelas de niñas, comenzó en secreto la educación en su hogar de niñas y niños. Recibió amenazas de muerte tras la primera publicación de una historia corta de una mujer bajo el régimen talibán. La sacaron de la escuela y prohibieron volver.
Qaderi se refugió en Irán. Durante siete años, mientras estudiaba, fue directora de la Sociedad de Instructores Culturales e Artistas Afganos, fundada para escritores afganos residentes en Irán. En 2003, tres de las historias de Qaderi, "Zire Gonbadeh Kabood", fueron publicadas en Herat. Homeira fue la única escritora afgana que publicó en Afganistán ese año. En 2003, recibió el Premio Sadegh Hedayat en Irán por su cuento titulado, Baz Baaran Agar Mibarid, que fue el primer premio otorgado en Irán a un afgano.
Además de esta actividad cultural en Irán, Qaderi continuó sus estudios. Obtuvo una Licenciatura en Literatura Persa en la Universidad Shaheed Beheshti de Teherán en 2005. En 2007, obtuvo su maestría en Literatura en la Universidad Allame Tabatabaei (Irán). Estudió Lengua y Literatura Persa en la Universidad de Teherán. En 2014, recibió un doctorado en Literatura Persa de Universidad Jawaharlal Nehru en India. Su tesis se tituló, "Reflexiones de guerra y emigración en historias y novelas de Afganistán".
En 2011 comenzó a enseñar como profesora en Universidad de Kabul. Debido a la gran demanda de su formación literaria y su experiencia profesional en literatura persa, también comenzó a enseñar en las universidades de Mashal, Gharjistan y Kateb. Durante el mismo período, organizó y participó activamente en movimientos cívicos a favor de la igualdad de derechos para las mujeres afganas.
Qaderi fue nombrada asesora principal del ministro de Trabajo, Asuntos Sociales, Mártires y Discapacitados de Afganistán, y se desempeñó como asesora del Ministerio del Departamento de Trabajo y Asuntos Sociales, desde el que luchó para mejorar la grave situación de las viudas y los huérfanos afganos, estableciendo programas que les permitieran alcanzar la autosuficiencia. 
En 2010, Qaderi asistió a una conferencia en China dedicada al alivio de la pobreza y la promoción de mejores condiciones para las mujeres de Afganistán, donde habló sobre la privación y la opresión de las mujeres afganas.
En 2011 participó en una segunda Conferencia Internacional sobre Afganistán celebrada en Bonn (Alemania), en la que habló ante la asamblea general sobre la difícil situación de las mujeres afganas y su lucha por la igualdad de derechos.
En 2012,  Qaderi asistió a la Conferencia de Tokio, organizada por activistas cívicos de 100 países. Durante esta conferencia solicitó que otros países exigiesen al Gobierno afgano que dedicase su ayuda a beneficiar a las mujeres afganas.
En 2012, se reunió con representantes del mundo islámico en Turquía para solicitar la implementación de cambios en la educación y el lugar de trabajo que mejorasen la condición de las mujeres en el mundo musulmán. También asistió ese año a conversaciones en Pakistán y Tayikistán para promover la participación de las mujeres en el gobierno y en los roles de toma de decisiones dentro de la sociedad musulmana.
En 2014, Qaderi fue panelista de un simposio en Suiza sobre las condiciones laborales de las mujeres en Afganistán y en diciembre, participó en la Conferencia de Londres sobre Afganistán.
En 2015 fue invitada a asistir al Programa Internacional de Escritura en la Universidad de Iowa City, y participó en el Programa Internacional de Escritura en la Universidad de Iowa.

## Trabajos

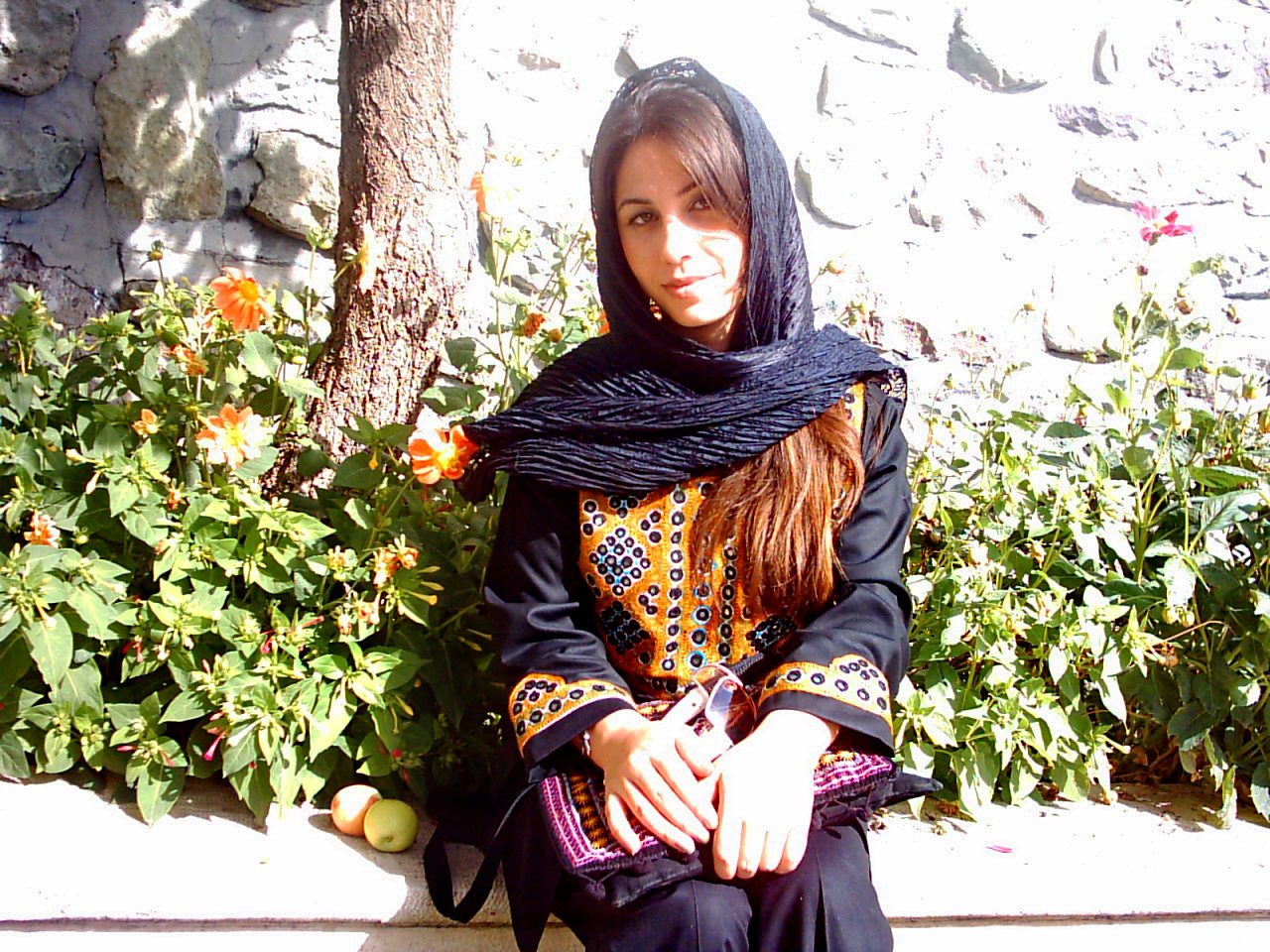
Escritora Homeira Qaderi en 2013

Homeira Qaderi es autora de seis libros, incluida la novela Silver Kabul River Girl, publicada en Irán en 2009 con gran éxito de crítica. Activista por los derechos de las mujeres y hasta 2021, ha sido asesora principal del Ministro de Trabajo, Asuntos Sociales, Mártires y Discapacitados de Afganistán y profesora en la Universidad de Kabul.
Otros Trabajos son:
- Noqre, the girl of Kabul river, novela, 2008
- Goshwara-e-Anis, colección de cuentos, 2008
- 100 Years of Story Writing in Afghanistan , 2009
- Noqra, novela, 2009
- Silver Kabul River Girl, novela, 2009
- Painting of A Deer Hunt – A Fable of Women and Men, 2010
- Naqsh-e Shekaar-e Aho, novela
- Reflection of War and Exile in Stories of Afghanistan, 2015
- Aqlema, novela, 2015
- ,Dancing in the Mosque: An Afghan Mother's Letter to Her Son, 2020